# Polyommatus hunza
Polyommatus hunza is een vlinder uit de familie van de Lycaenidae. De soort is voor het eerst wetenschappelijk beschreven door Grigori Jefimovitsj Groemm-Grzjimajlo in een publicatie uit 1891. 
Deze soort komt voor in het Pamir-gebergte en het Hindoekoesj-gebergte in Centraal-Azië.